# Kriegsroman
Ein Kriegsroman ist eine Untergattung des Romans, in deren Mittelpunkt die Darstellung von Kampfhandlungen steht beziehungsweise der Krieg die Hintergrundkulisse bildet und als Ereignis die Entwicklungsgeschichte des Protagonisten beeinflusst. Einige Werke dieses Genres können auch als Unterform des Abenteuerromans oder Historienromans angesehen werden. Eine Sonderform des Kriegsromans ist der Antikriegsroman, bei dem die Sinnlosigkeit und die Grausamkeit des Krieges im Vordergrund stehen.
Emer O’Sullivan definiert den Kriegsroman („war novel“) wie folgt:

„Not every text set in a time of war is a war story. The difference between a text having ’military war’ as one of it’s main themes only, and it’s being classified as a war story is one degree. If the war is used as a background setting to a story which is not centrally connected with it, then the story is not a war story. If the story is concerned with the doings of war, if it is set where some action connected with the war taking place, then it’s a war story .“

Die Handlung eines Kriegsromans kann entweder auf dem Schlachtfeld stattfinden oder aber auch an der rückwärtigen Heimatfront spielen. Gemeinsames Merkmal ist jedoch, dass es sich in der Regel ursprünglich um reine Männerliteratur handelt. Erst später setzen sich auch Frauen mit dieser Thematik auseinander.

## Merkmale
„In war you lose your sense of the definite, hence your sense of truth itself, and therefore it’s safe to say that in a true war story nothing is ever absolutely true.“

Die dramatischen Wandlungen der Titelfigur stehen häufig in direktem Zusammenhang mit den Kriegsereignissen. Die Sprache folgt meist der derben, rohen, obszönen und unflätigen Ausdrucksweise der Kriegsteilnehmer, um ein realistisches Bild von der militärischen Wirklichkeit aus Sicht der einfachen Soldaten zu liefern. Der US-amerikanische Dichter Walt Whitman führte an, dass das wahre Gesicht des Krieges aufgrund seiner Unaussprechlichkeit niemals seinen Weg in die Literatur finden würde. Über die Schrecken des Krieges schrieb Rosenthal: „It is true that war’s horrors, and their obvious counterparts in ‘normal’ civilian life, can still dismay us profoundly for a moment of clarifying awareness. But then they are quickly taken for granted, as though each separate instance were not a cry to us to set all other concerns aside and put things right.“ Merkmale postmoderner Kriegsromane sind teilweise geprägt vom Auflösen der zeitlichen Abfolge („temporal disorder“), Pastiche oder Persiflage, Fragmentierung („fragmentation“), Lockerheit der Assoziierung („looseness of association“), Wahnvorstellung („paranoia“), Schizophrenie („schizophrenia“), experimentelle Sprache („language disorder“) und Teufelskreisen („vicious circles“). Für O’Brien bedeutet, über den Krieg zu schreiben, das maximale Chaos mit den passenden Worten zu beschreiben, um Ordnung und Kontrolle hineinzubekommen und das Erlebte nahbar zu machen. Sich mit dem Krieg auseinanderzusetzen, hieße Eindrücke von viszeraler und emotionaler Intensität und einer überwältigenden Sensation zu verarbeiten.

## Geschichte
Kriegsdarstellungen sind keine Erfindung des Kriegsromans, jedoch bietet der Roman als neuzeitliche Gattung einen spezifischen Zugang zum Sujet Krieg, wie es Epen, Lieder und Oden, aber auch Dramen ermöglichen.

### 17. Jahrhundert
Im Schelmenroman Der abenteuerliche Simplicissimus von Grimmelshausens, ein Abenteuerroman im Dreißigjährigen Krieg, wird nicht nur das Anwerben und der Alltag der Söldner zwischen Glücksspiel, Exerzieren und Gelage gezeigt, sondern auch zahlreiche kriegerische Handlungen. Die Gewalt gegen Bauern und ihr Widerstand, darunter auch das Lynchen unterlegener Söldner, die Überfälle auf Kaufleute seitens der Söldner und die von ihnen verantworteten Verwüstungen, der Nah- und Fernkampf wie die Gefangennahme von Feinden werden im Roman ausgiebig dargestellt. Ungeachtet dessen ist der Roman nur teilweise als Kriegsroman zu lesen, denn Diskurse bezüglich einer ethischen Lebensführung und der Gegensatz von Täuschung und Wirklichkeit am Beispiel menschlicher Beziehungen wie dem Verhältnis zu den Dingen sowie die Frage nach der Bewährung des Heldes im Leben und nicht nur im einzelnen Kriegsgeschehen oder Söldnerleben, lasse eine Reduktion auf den Krieg nicht zu.

### 19. Jahrhundert
Tolstois Historienroman Krieg und Frieden bietet durch seine perspektivische Darstellung des Krieges eine bis daher unbekannte Darstellungskunst des Krieges wie seiner Reflexion. Ähnlich wie bei Grimmelshausen zeigt sich die Bedeutung der eigenen Kriegsteilnahme, die einen Einblick im Kriegsalltag und Kenntnisse über Kriegsverletzungen erlaubt hatte, welche im Roman naturalistisch wiedergegeben werden konnten. Neben Tolstoi widmete sich Stendhal Die Kartause von Parma (Schlacht bei Waterloo) und Stephen Crane mit Die rote Tapferkeitsmedaille. In diesen Romanen finden die Grausamkeit des Krieges und die moralische Gewissensfrage nach Tapferkeit und Feigheit einen breiten Raum. Émile Zola gelang 1892 mit The Debacle aus der Zeit des Deutsch-Französischen Krieges ein zu seiner Zeit viel gefeiertes Werk.

### 20. Jahrhundert

#### Erster Weltkrieg
Die Kriegsromane des 20. Jahrhunderts stehen häufig in einem Zusammenhang mit den zwei Weltkriegen. In der russischen Literatur verfasste Isaak Babel mit den Erzählzyklus Die Reiterarmee über die Kosaken Semjon Michailowitsch Budjonnys auf Seiten der Roten Armee ein poetisches Werk, worin die Gewalt gegen russische wie jüdische Zivilisten, Feinde der Weißen Armee und eigene Einheiten schonungslos vorgeführt wird, jedoch im Gestus der Teilnahme eine Humanität gelingt, die auch zur Anklage der Gewalt führt. Im Gegensatz zu Babel sind die meisten russischen Kriegsdarstellungen sprachlich traditionell gehalten. Im Roman Die weiße Garde von Michail Afanassjewitsch Bulgakow wird der russische Bürgerkrieg aus der Sicht der Weißen Armee erzählt und das Bürgerkriegschaos im Vorgriff auf seine späteren, zumeist phantastischen Werke als Verschiebung von Räumen dargestellt. Doktor Schiwago ist ein weltberühmter Liebesroman von Boris Pasternak, der während des Ersten Weltkriegs und des Russischen Bürgerkriegs spielt. Dieses Buch wurde im Jahr 1955 fertiggestellt und drei Jahre später mit dem Literaturnobelpreis ausgezeichnet.

Die britische Schriftstellerin Rebecca West schrieb 1918 das Heimkehrerdrama Die Rückkehr (Originaltitel: The Return of the Soldier), welches sich mit dem Schicksal eines, unter einem „Grabenschock“ leidenden, Hauptmanns und seiner missglückten Integration in die englische Zivilgesellschaft befasst. Parade's End ist eine Tetralogie (Some Do Not…  (1924), No More Parades (1925), A Man Could Stand Up (1926) und Last Post (1928)) von Ford Madox Ford und spielt während des Ersten Weltkriegs, verortet den Krieg in die mentalen und sozialen Vorkriegsstrukturen, um weniger den Krieg zum Gegenstand zu erheben, als diesen in das Leben der Hauptfigur zu integrieren, um somit letztlich das Fortleben der Kriegsheimkehrer in den Fokus zu rücken. Virginia Woolfs depressives Buch Mrs Dalloway, Zum Leuchtturm hat Wahnsinn und Selbstmord eines Kriegsveteranen zum Inhalt.

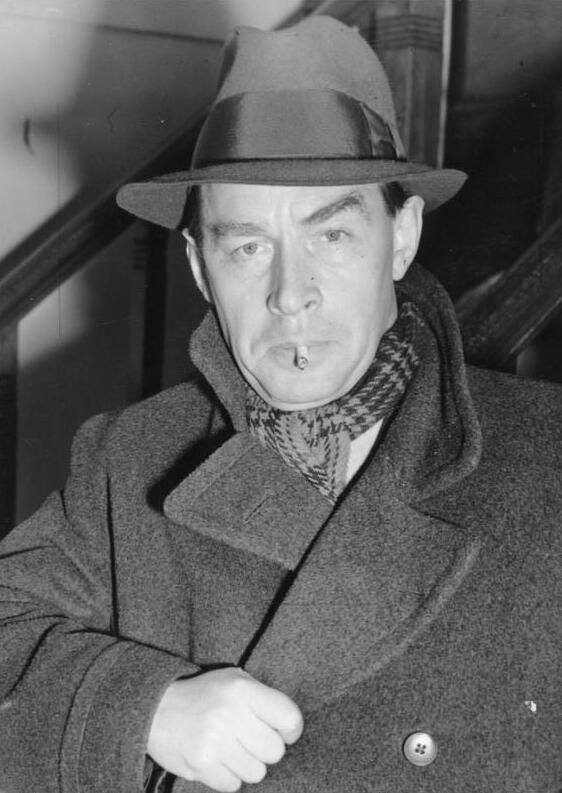
Erich Maria Remarque

In Deutschland entstand dieser Romantypus in der Weimarer Republik nach der traumatischen Erfahrung des Ersten Weltkriegs. Inhalt dieser Prosa war das Fronterlebnis, die Erfahrungen der großen Materialschlachten der Westfront und das Millionensterben von Soldaten. Diese Werke, die teilweise ein Millionenpublikum erreichten, waren der Anlass für eine kontroverse Diskussion in Politik und Gesellschaft. Dies war nicht nur in Deutschland, sondern auch in anderen kriegsführenden Nationen wie Großbritannien, Frankreich und den USA der Fall. Während eine Gruppe von Autoren wie Hans Zöberlein (Der Glaube an Deutschland – Ein Kriegserleben von Verdun bis zum Umsturz. 1931), Ernst Jünger (Kriegstagebuch 1914–1918, das autobiographische In Stahlgewittern. Aus dem Tagebuch eines Stoßtruppführers und Feuer und Blut) oder Franz Schauwecker (Im Todesrachen. Die deutsche Seele im Weltkriege und So war der Krieg. 200 Kampfaufnahmen aus der Front) den Krieg pathetisch als „kameradschaftliches Männerabenteuer“ heroisierten und die Niederlage an der Dolchstoßlegende festmachten, stand eine andere um Schriftsteller wie Erich Maria Remarque (Im Westen nichts Neues), Ludwig Renn (Krieg und In vorderster Linie. Aus der Aisne-Champagne-Schlacht 1917) und Edlef Köppen (Heeresbericht), welche mit ihrer realistischen und ungeschönten Erzählweise die Unmenschlichkeit und das Massensterben eines modernen Krieges anprangerten oder wie Arnold Zweig Der Streit um den Sergeanten Grischa (1927) auf die Inhumanität des Kriegs angesichts der Funktionalisierung und Delegierung der Kriegsverantwortung aufmerksam machten. Hauptfigur in Heeresbericht ist der Student Adolf Reisinger, der im Laufe seiner wahnwitzigen Fronterfahrung zu der Erkenntnis kommt, dass Krieg „befohlener Mord“ ist. Köppens expressionistischer Roman ist in grausamer Sachlichkeit als Kriegstagebuch konzipiert, welcher in der Erzählung Zeitdokumente einblendet. Köppen berichtet vom Sterben um des Sterben willens und vom Kadavergehorsam. Weitere Leitthemen der Antikriegsliteratur sind die Auswirkungen posttraumatischer Belastungsstörungen oder die Entfremdung zur Zivilgesellschaft, unter denen die Protagonisten leiden. Vor allem Remarques Im Westen nichts Neues entwickelte sich aufgrund der authentischen Schilderung der Erlebnisse seines Protagonisten Paul Bäumer und seiner pazifistischen Grundhaltung zu einem Klassiker der Weltliteratur. Neben dem literarischen Kriegsroman gab es besonders in den ersten Kriegsjahren eine Welle von Kriegsromanen, die die Gattung unter dem Titel führten, jedoch vorrangig der Motivation wie Selbstvergewisserungen dienten.

Von französischer Seite setzt sich Henri Barbusses Novelle Das Feuer. Tagebuch einer Korporalschaft (Originaltitel: Le Feu. Journal d'une Escouade) offen mit dem nationalen Dogma und der militärischen Inkompetenz seines Landes auseinander. Der Pazifist Romain Rolland verfasste 1920 Clérambault – Geschichte eines freien Geistes im Kriege. Von John Dos Passos stammte Drei Soldaten (Originaltitel: Three Soldiers), ein amerikanischer Beitrag der Verlorenen Generation zur Kriegserfahrung Erster Weltkrieg. Der Kriegsteilnehmer und Marineinfanterist Laurence Stallings schrieb 1924 seinen autobiographischen Titel Plumes What Price Glory. Das Leben im Grabe vom griechischen Autor Stratis Myrivilis beschreibt ähnlich wie bei Remarque die Brutalität der Kämpfe an der Westfront. Dieser Roman zeigt aus der Perspektive eines jungen Infanteristen, mit schonungsloser Offenheit in authentischen Szenen, den Schrecken des Schützengrabenkrieges.

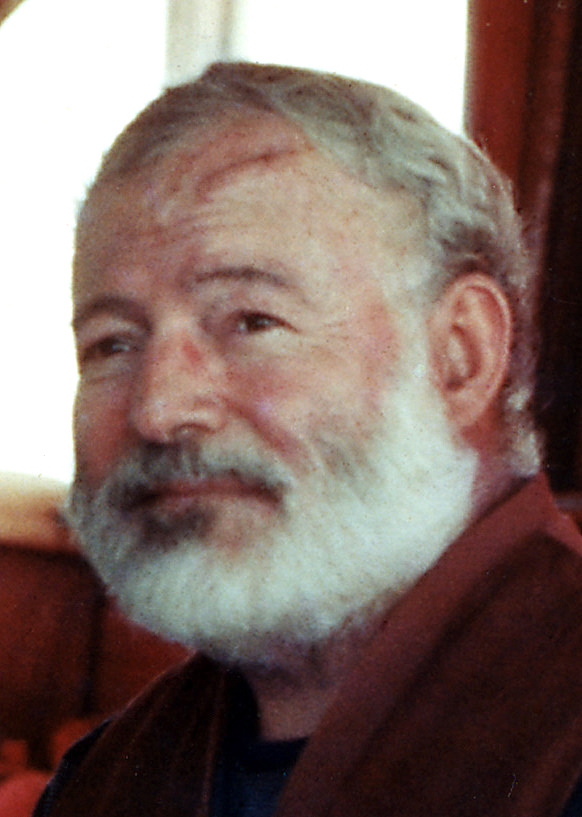
Ernest Hemingway

Nicht zum Kriegsroman gehören zahlreiche bekannte Werke der erzählenden Kriegsliteratur wie beispielsweise Homage to Catalonia aus dem Jahr 1938, darin George Orwell seine Erlebnisse während des Spanischen Bürgerkrieges schildert. Auch Ernest Hemingways A Farewell to Arms (1929) kann wie Ernst Jüngers In Stahlgewittern nicht dem Roman zugeschlagen werden. Das Gleiche gilt für weitere Kriegsberichte mit schriftstellerischem Anspruch wie Lawrence von Arabiens Die sieben Säulen der Weisheit.
Weitere Werke zum Ersten Weltkrieg, die jedoch selten an die unmittelbar im oder kurz nach dem Weltkrieg veröffentlichten Romane anschließen können, sind Richard Aldingtons Heldentod (Originaltitel: Death of a Heroe) (1929), Charles Yale Harrisons Generals Die in Bed (1930) und William Marchs Company K (1933). Dalton Trumbo erzählt in Johnny Got His Gun (1971) von einem jungen Mann, der sich freiwillig zum Kriegsdienst meldet und in Frankreich schwer verwundet wird. Er überlebt als Torso und kann sich nur noch über Morsezeichen verständlich machen. ohn Harris verfasste 1994 Covenant With Death über die Erlebnisse eines Freiwilligenbataillons an der Westfront des WK I. Auch spätere Bücher wie Pat Barkers Trilogie Regeneration (1991), The Eye in the Door (1993) und The Ghost Road (1995), Sebastian Faulks’ Gesang vom großen Feuer (Originaltitel: Birdsong) und Michael Goodspeeds Three to a Loaf setzen sich kritisch mit der Problematik aus der Zeit des Ersten Weltkriegs auseinander.

#### Zweiter Weltkrieg
Ein zweiter Boom entstand in der Zeit nach dem Zweiten Weltkrieg, wo ganz ähnliche Erlebnisse von zeitgenössischen Autoren verarbeitet wurden.
Wassili Grossman verfasste im Stil des monumentalen Realismus Tolstoj in Stalingrad die Schlacht um die symbolträchtige Stadt. Theodor Plievier protestierte in einen realistischen Ton, der auf Zeitgenossen von großer Wirkung war, gegen den Krieg. Seine Stalingrad-Trilogie wurde jedoch nach einigen Neuauflagen vergessen. Gert Ledigs radikaler Roman Die Stalinorgel, der zwei Tage des Jahres 1942 in der Nähe des belagerten Leningrads beschreibt, wurde nach seinem Erscheinen im Jahr 1955 ein großer internationaler Erfolg. „Es ist eine Welt aus Fuchslöchern und  Granattrichtern,  Talglichtern,  Ratten,  verkrustetem  Blut  und  Exkrementen,  Hunger und Tod“. Der Autor gelangte mit seinem schonungslosen und barbarischen Debütwerk „in die vorderste Reihe der deutschen Gegenwartsliteratur“. Der italienische Schriftsteller Curzio Malaparte verfasste mit Die Haut einen ästhetizistischen Kriegsroman.
Alsbald begann die Trivialisierung des Kriegsromans. Marineleutnant und Kriegsberichterstatter Lothar-Günther Buchheim entführt den Leser in Das Boot mit derber Sprache in die unbekannte Welt des U-Bootkrieges und erreichte damit einen Welterfolg. Andreas Engermanns (alias Walter Düpmann) Darstellung eines weniger bekannten Kriegsschauplatzes in Karelien in Einen bessern findst du nicht enthält aus der Perspektive des „namenlosen Landsers“ einige sehr realistische Gefechtsszenen des Waldkampfes. Willi Heinrichs Das geduldige Fleisch spielt „während einer vorbeugenden Frontbegradigung am Südabschnitt 1943“ und hat die Schlacht von Noworossisk und die dramatischen Erlebnisse des Feldwebels und Zugführers Rolf Steiner zum Inhalt. Karlludwig Opitz schildert in Der Barras Ein Bericht mit roher und explizit bildhafter Sprache wie z. B. „Sie hatten die Männer mit den Gummischürzen betrachtet, die Lazarettschwestern, die aussahen, als hätten sie von Sonntag bis Samstag  durchgehurt. Dabei  hatten  sie  nur geschuftet  und  Blut gewischt. Überall war ein schauerliches Gekotze in dieser eitrigen Metzgerei.“ den Afrikafeldzug. Nicht zu Letzt räumte der bekannte Volksschriftsteller Heinz Konsalik, der 1956 seinen Durchbruch mit Der Arzt von Stalingrad feierte, seinen Landser-Erinnerungen von der Ostfront einen breiten Raum ein.
Ein Wandel lässt sich erst mit Alexander Kluge aufsehenerregenden Roman Schlachtbeschreibung erkennen, darin er den Mythos Stalingrad auf dem Niveau des Historischen Romans der Moderne begegnet.
W. G. Sebald schuf 2001 mit Austerlitz ein international anerkanntes Meisterwerk.
Der französische Philosoph Jean-Paul Sartre schuf mit Troubled Sleep/Iron in the Soul (Originaltitel: La mort dans l'âme) über den französischen Widerstand einen bedeutenden Teil der Trilogie Die Wege der Freiheit. Pierre Boulle gewann mit Die Brücke am Kwai einen Literaturpreis. Der Nobelpreisträger Claude Simon, der 1940 als Kavallerist im Frankreichfeldzug diente, schrieb 1989 Die Akazie (Originaltitel: L'Acacia), welches an das mörderische Gemetzel der letzten beiden Weltkriege erinnert. Zuvor verfasste er 1960 Die Straße in Flandern (Originaltitel: La Route des Flandres).

Die Bombardierung Londons aus dem Jahre 1940 gab Impulse für eine Reihe britischer Bücher: Graham Greenes The Ministry of Fear und Das Ende einer Affäre, James Hanleys No Directions und Henry Greens Caught. Auch Elisabeth Bowens’ The Heat of the Day nimmt sich dieser Ereignisse an. Herbert Ernest Bates schildert in Fair Stood the Wind for France das Schicksal eines abgeschossenen Bomberpiloten in Frankreich. Ein anderer Schauplatz wie der Sitzkrieg ist Gegenstand von Evelyn Waughs Put Out More Flags. Vom gleichen Autor stammt auch die Trilogie: Sword of Honour: Men At Arms, Officers and Gentlemen und Unconditional Surrender. 

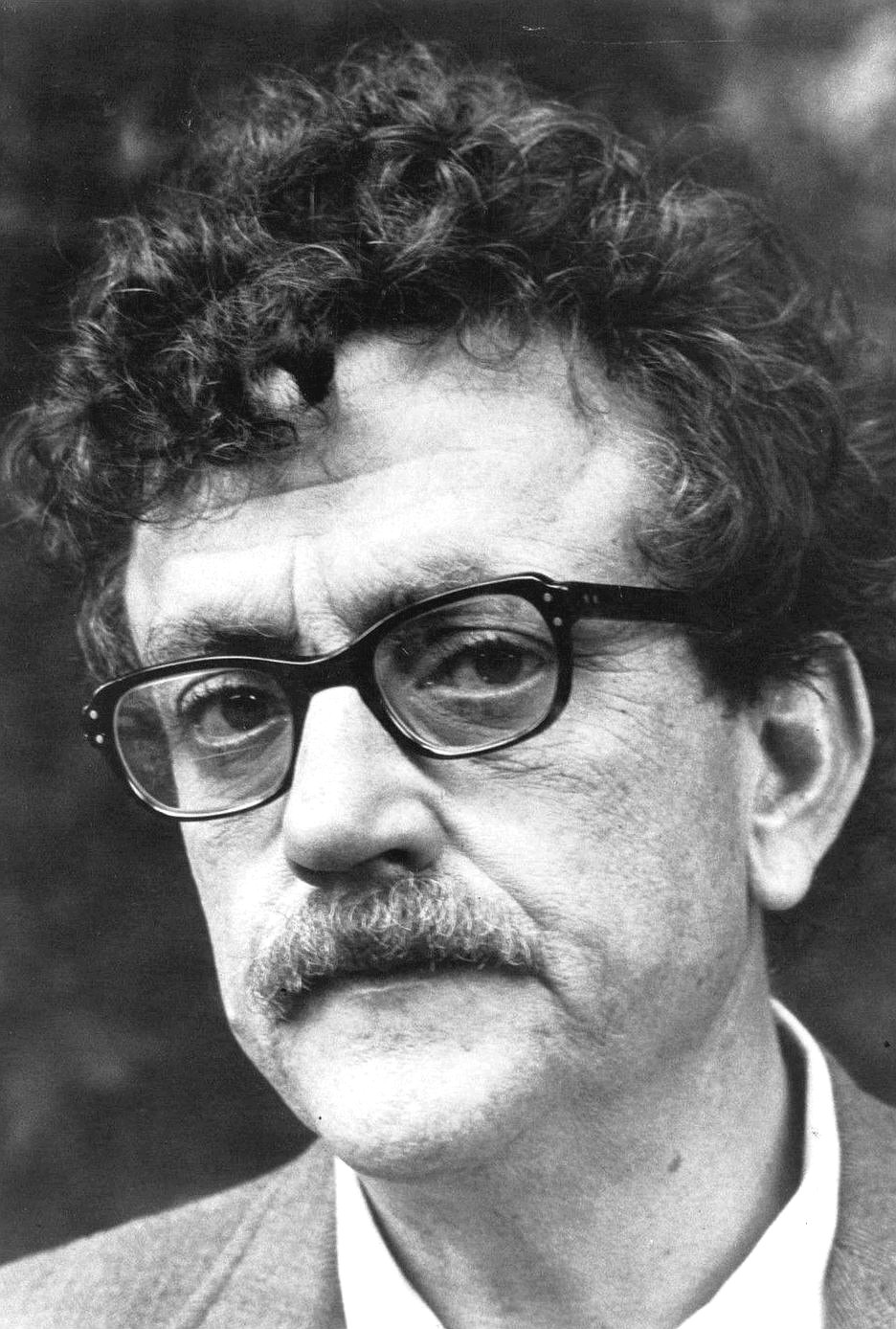
Kurt Vonnegut

 Bei der Verarbeitung des WK II überwiegt die Literatur aus den USA, die sich mit dem Land-, Luft- und Seekrieg auf verschiedenen Hauptschauplätzen wie Ostasien und dem Pazifischen Ozean auseinandersetzt. Nennenswert ist der wirtschaftlich äußerst erfolgreiche Roman Die Caine war ihr Schicksal von Herman Wouk, der Bestseller von James Jones Verdammt in alle Ewigkeit (Originaltitel: From Here to Eternity) und Ernest Hemingways For Whom the Bell tolls.
Richard Flanagans Der schmale Pfad durchs Hinterland (Originaltitel: The Narrow Road to the Deep North, 2013) erzählt von der japanischen Kriegsgefangenschaft. 1984 schrieb J.G. Ballard Empire of the Sun, welches unter anderem vom japanischen Feldzug auf die britische Kolonie in Singapur handelt. Zu den experimentellen Werken sind Joseph Hellers Satire Catch-22 und Thomas Pynchons postmoderner Roman Die Enden der Parabel zu rechnen. Kurt Vonnegut mit Schlachthof 5 oder Der Kinderkreuzzug hat Luftangriffe auf Dresden seitens der Alliierten zum Thema hat. Norman Mailers The Naked and the Dead, Irwin Shaws The Young Lions und James Jones’ Der schmale Grat (Originaltitel: The Thin Red Line) bieten überharte und realitätstreue Gefechtsschilderungen. Michael Ondaatje gewann 1992 mit Der englische Patient den Booker Prize.

#### Konflikte im Kalten Krieg
Richard Hooker schrieb mit MASH (Originaltitel: MASH – A Novel About Three Army Doctors) einen satirischen Antikriegsroman über den Koreakrieg. Ebenfalls im Koreakrieg spielt The Hunters, das Debütwerk des USAF-Kampfpiloten James Salter.
Der britische Schriftsteller Graham Greene löste mit seinem international stark beachtetem Roman Der stille Amerikaner, der sich mit dem französischen Kolonialkrieg in Indochina beschäftigt, eine Hochphase des Kriegsromane über den Vietnamkrieg aus.
The Short-Timers aus der Feder des ehemaligen Marineinfanteristen und Kriegsberichterstatters Gustav Hasford beschreibt in den drei Kapiteln „The Spirit of the Bayonet“, „Body Count“ und „Grunts“ die blutigen Erlebnisse von „Joker“ während der Tet-Offensive und der Schlacht um Huế im Jahr 1968.
Tim O’Briens Was sie trugen enthält 22 ineinander verwobene Kurzgeschichten über den Vietnamkrieg, die teilweise seine eigenen Erfahrungen verarbeiten. Denis Johnson prangert in Ein gerader Rauch die Abgründe der amerikanischen Kriegsführung an.
Bao Ninh führt mit Die Leiden des Krieges eine Generation von Autoren an, welche die Schrecken des Krieges („zur Hälfte Leichenschauhaus und zur Hälfte Nervenheilanstalt“) aus ihrer Sicht darlegen.
Tim O’Brien war mit The Things They Carried, welches zu den literarisch wichtigsten Werken über den Vietnamkrieg gerechnet wurde, Finalist für den Pulitzerpreis.
Der Kalte Krieg, beziehungsweise der fiktive Dritte Weltkrieg, ist Thema in Tom Clancys Jagd auf Roter Oktober (Originaltitel: The Hunt for Red October) und Im Sturm (Originaltitel: Red Storm Rising), wo er detailliert und technokratisch beschrieben wird. Das Buch Im Sturm  enthält Szenen eines rein konventionellen Krieges, wobei der Erstschlag mit taktischen Atomwaffen erst gegen Ende der Geschichte erwogen wird. Die Trilogie The Red Effect, The Black Effect und The Blue Effect des britischen Geheimdienstoffiziers und Autors Harvey Black, welche einen Panzerangriff des Warschauer Paktes auf die Bundesrepublik Deutschland Mitte der 1980er Jahre beschreibt, ist bislang noch nicht auf Deutsch erschienen. Harold Coyle geht in Team Yankee aus der Perspektive einer US-amerikanischen Panzerkompanie von einem ähnlichen Szenario aus. Auch John le Carrés Spionageromane wie Der Spion, der aus der Kälte kam, Eine Art Held, Krieg im Spiegel, Das Rußlandhaus und Die Libelle fallen in diese Zeitepoche. Raymond Briggs When The Wind Blows ist ein Comic, welcher auf graphische Weise die Auswirkungen eines sowjetischen Kernschlags aufzeigt.

### Kriege nach 1990
Kevin Powers nimmt sich in Die Sonne war der ganze Himmel der amerikanischen Militärerfahrung des Irakkrieges an.
2003 entstand The Kite Runner von Khaled Hosseini, die Geschichte eines Jungen während des Afghanistankrieges.
Billy Lynn’s Long Halftime Walk ist ein mehrfach ausgezeichneter Antikriegsroman von Ben Fountain aus dem Jahr 2012, der als Nummer acht in die Liste der besten 20 Romane des beginnenden 21. Jahrhunderts aufgenommen wurde.
Tim LaHaye beschäftigt sich in Finale – Die letzten Tage der Erde mit apokalyptischen Endzeitszenarien und Chris Cleave in Incendiary mit dem Krieg gegen den Terrorismus. Über die Erlebnisse im Krieg in Afghanistan seit 2001 berichtet der Romanautor Wolf Gregis, der als Offizier der Bundeswehr am Krieg teilgenommen hat. Über den Roman wurde mehrfach in der Öffentlichkeit berichtet.

## Werke (Auswahl)
- Henri Barbusse: Das Feuer. Tagebuch einer Korporalschaft („Le feu“). 2. Aufl. Schwarzkopff, Hamburg 2007, ISBN 3-937738-08-8.
- Sebastian Barry: Days Without End. Faber & Faber, 2016, ISBN 978-0-571-27700-1.
- Josef Martin Bauer: So weit die Füße tragen. Ehrenwirth, München 1955, 2006, ISBN 3-431-02718-0.
- Harvey Black: The Red Effect (Cold War). Silverwood Books, 2013, ISBN 978-1-78132-088-4.
- Harvey Black: The Black Effect (Cold War). Silverwood Books, 2013, ISBN 978-1-78132-122-5.
- Harvey Black: The Blue Effect (Cold War). Silverwood Books, 2014, ISBN 978-1-78132-221-5.
- Rhys Bowen: In Farleigh Field: A Novel of World War II. Lake Union Publishing, 2017, ISBN 978-1-4778-1829-9.
- Lothar-Günther Buchheim: Das Boot. Taschenbuch Verlag, München 1977, ISBN 3-423-01206-4.
- Gabriel Chevallier: Heldenangst. Originaltitel: La Peur. Verlag Nagel & Kimche AG 2010, ISBN 978-3-312-00441-6.
- Tom Clancy: Im Sturm (Originaltitel: Red Storm Rising). Goldmann Verlag, 2003, ISBN 3-442-45750-5.
- Chris Cleave: Everyone Brave is Forgiven. Simon & Schuster, 2016, ISBN 978-1-5011-2437-2.
- Andreas Engermann: Einen bessern findst du nicht. Kindler, München 1952, ISBN 978-3-7042-3004-1.
- E. L. Doctorow: Der Marsch. Random House, New York 2005, ISBN 0-375-50671-3.[36]
- Omar El Akkad: American War. Fischer, 2017, ISBN 978-3-10-397319-8.
- Charles Frazier: Cold Mountain. Heyne Verlag, 2003, ISBN 978-3-453-87522-7.
- Gustav Frenssen: Peter Moors Fahrt nach Südwest. Ein Feldzugsbericht, Berlin 1906 (Onlineversion bei gutenberg.spiegel.de).
- Ludwig Ganghofer: Die stählerne Mauer: Zweiter Teil der Reise zur deutschen Front 1915. Hofenberg Verlag, 2016, ISBN 978-3-8430-1411-3.
- Joachim Geil: Heimaturlaub. Steidl Verlag, Göttingen, 2010, ISBN 978-3-86930-077-1.
- Heinrich Gerlach: Durchbruch bei Stalingrad. dtv Verlagsgesellschaft, 2017, ISBN 978-3-423-14600-5.
- Wolf Gregis: Sandseele, Verlag Norderstedt Books on Demand, 2021, ISBN 978-3-7543-1602-3.
- Hans Herbert Grimm: Schlump. Kiepenheuer & Witsch, 2014, ISBN 978-3-462-04609-0.
- Wassili Grossman: Leben und Schicksal. List Taschenbuch Verlag, 2008, ISBN 978-3-548-60847-1.
- Gustav Hasford: Höllenfeuer (Original: The Short-Timers – verfilmt als Full Metal Jacket). Goldmann, 1993, ISBN 978-3-442-08896-6.
- Willi Heinrich: Das geduldige Fleisch (verfilmt als Steiner – Das Eiserne Kreuz). Herbig Verlag, 2000, ISBN 978-3-7766-2182-2.
- Joseph Heller: Catch 22. Fischer Taschenbuch, 1994, ISBN 978-3-596-12572-2.
- Ernest Hemingway: In einem andern Land (Original: A Farewell to Arms). Büchergilde Gutenberg Berlin, 1975, ISBN 978-3-7632-1922-3.
- Ernest Hemingway: Über den Fluß und in die Wälder (Original: Across the River and into the Trees). Rowohlt Taschenbuch Verlag, 2010, ISBN 978-3-499-10458-9.
- Uzodinma Iweala: Du sollst Bestie sein! (Original: Beasts of No Nation) Ammann Verlag & Co., 2008, ISBN 978-3-250-60119-7.
- Denis Johnson: Ein gerader Rauch (Original: Tree of Smoke). Rowohlt, 2008, ISBN 978-3-498-03222-7.
- Ernst Jünger: In Stahlgewittern Aus dem Tagebuch eines Stoßtruppführers. Klett-Cotta, 2013, ISBN 978-3-608-96080-8.
- Hans Hellmut Kirst: 08/15. Gesamtausgabe der Trilogie. Kaiser, Klagenfurt 1994–2001, ISBN 978-3-7042-5015-5.
- Edlef Köppen: Heeresbericht. List Verlag Berlin 2005, ISBN 978-3-548-60577-7.
- Heinz Konsalik: Der Arzt von Stalingrad. Heyne Verlag, 1989, ISBN 978-3-453-03322-1.
- Heinz Konsalik: Frauenbataillon. Hestia Verlag, Rastatt, 1981. Bastei Lübbe, Bergisch Gladbach, 2002, ISBN 3-404-14684-0.
- Heinz Konsalik: Sie waren zehn. Bertelsmann Verlag, Gütersloh 1979, ISBN 978-3-442-06423-6.
- Heinz Konsalik: Die Rollbahn (Untertitel: Roman einer geopferten Generation). Aktueller Buchverlag, Bad Wörishofen, 1959, ISBN 978-3-453-00049-0.
- Wilhelm Lamszus: Das Menschenschlachthaus. Bilder vom kommenden Krieg, 1. Auflage von 1912, Weismann Verlag, München 1980, ISBN 3-921040-66-3.
- Gert Ledig: Die Stalinorgel. Suhrkamp Verlag, 2003, ISBN 978-3-518-39962-0.
- Siegfried Lenz: Der Überläufer. dtv Verlagsgesellschaft, 2017, ISBN 978-3-423-14592-3.
- Väinö Linna: Kreuze in Karelien (Original: Tuntematon sotila/Der unbekannte Soldat). EvM Edition im Viaiuris Verlag, Berlin 2014, ISBN 978-3-941211-12-4.
- Jonathan Littell: Die Wohlgesinnten. Berliner Taschenbuch-Verlag, 2009, ISBN 978-3-8333-0628-0.
- Alistair MacLean: Die Kanonen von Navarone. HarperCollins, 2018, ISBN 978-3-95967-191-0.
- Norman Mailer: Die Nackten und die Toten (Original: The Naked and the Dead. 1948). Bastei Lübbe (Bastei Verlag), 2007, ISBN 978-3-404-15077-9.
- Karl Marlantes: Matterhorn. Ein Vietnam-Roman. Arche Verlag, 2012, ISBN 978-3-7160-2662-5.
- Bastian Müller: Hinter Gottes Rücken. Donath Verlag, 2012, ISBN 978-3-943425-12-3.
- Viktor Nekrassow: In den Schützengräben von Stalingrad. Aufbau Taschenbuch, 2002, ISBN 978-3-7466-1842-5.
- Viktor Niedermayer: Finsterland. Verlag Nagel & Kimche AG, 2015, ISBN 978-3-312-00650-2.
- Dieter Noll: Die Abenteuer des Werner Holt. Roman einer Jugend. Aufbau-Verlag, Berlin und Weimar 1964, ISBN 3-7466-1043-5.
- Tim O’Brien: Was sie trugen (Originaltitel The Things They Carried). Fourth Estate, 2015, ISBN 978-0-544-30976-0.
- Karlludwig Opitz: Der Barras Ein Bericht. Mitteldeutscher Verlag, Halle (Saale), 1954.
- Erich Maria Remarque: Im Westen nichts Neues. Kiepenheuer und Witsch Verlag, Köln 1998, ISBN 978-3-462-02731-0.
- Erich Maria Remarque: Zeit zu leben und Zeit zu sterben. KiWi-Taschenbuch, 1989, ISBN 978-3-462-02726-6.
- Ludwig Renn: Krieg. Verlag Neues Berlin, 2002, ISBN 978-3-360-00976-0.
- Ralf Rothmann: Der Gott jenes Sommers: Roman. Suhrkamp Verlag. 2018, ISBN 978-3-518-42793-4.
- Ralf Rothmann: Im Frühling sterben. Suhrkamp Verlag. 2016, ISBN 978-3-518-46680-3.
- Guy Sajer: Denn dieser Tage Qual war groß. (Originaltitel: Le Soldat oublié, The Forgotten Soldier in der englischsprachigen Ausgabe, Neuauflage Potomoc Books Inc, November 2001). Molden-Verlag, 1969, ISBN 978-1-57488-286-5.
- Pawel Salzman: Die Welpen. Deutsch von Christiane Körner. Matthes & Seitz Berlin, ISBN 978-3-95757-330-8.
- Jeff Shaara: The Frozen Hours: A Novel of the Korean War. Ballantine Books, 2017, ISBN 978-0-345-54922-8.
- Jeff Shaara: The Final Storm: A Novel of the War in the Pacific (World War II, Band 4). Ballantine Books, 2012, ISBN 978-0-345-49795-6.
- Michael Shaara: The Killer Angels. Ballantine Books, 1987, ISBN 978-0-345-34810-4.
- Peter Schmitz: Golgatha: Ein Kriegsroman. Donat Verlag, 2014, ISBN 978-3-943425-32-1.
- Harry Thürk: Die Stunde der toten Augen. Mitteldeutscher Verlag, Halle (Saale), 2012, ISBN 978-3-89812-384-6.
- Leo Tolstoi: Krieg und Frieden. Eichborn Verlag, Berlin 2003, ISBN 3-8218-0702-4.
- Kurt Vonnegut: Schlachthof 5 oder Der Kinderkreuzzug (Original: Slaughterhouse-Five, or, The Children's Crusade: A Duty-Dance with Death). Delacorte Press, New York, NY 1969, ISBN 0-385-31208-3.
- Artjom Wessjoly: Blut und Feuer. Aufbau Verlag 2017, ISBN 978-3-351-03674-4.
- Fritz Wöss: Hunde, wollt ihr ewig leben? Paul Zsolnay, Hamburg/Wien 1958, Neuausgabe Tübingen, 2017, ISBN 978-3-945796-82-5.
- Herman Wouk: The Winds of War. Back Bay Books, 2002, ISBN 978-0-316-95266-8.[37]
- Arnold Zweig: Der Streit um den Sergeanten Grischa, Gustav Kiepenheuer Verlag 1927, ISBN 3-7466-5207-3.